# أولاد عيسى الواد (أحد بوموسى)
أولاد عيسى الواد هي إحدى مشيخات المملكة المغربية، تتبع جغرافيا لإقليم الفقيه بن صالح وإداريًا لأحد بوموسى. يقدر عدد سكانها بـ 14319 نسمة حسب الإحصاء الرسمي للسكان والسكنى لسنة 2004.